# Епархия Аучи
Епархия Аучи (лат. Dioecesis Auchiana) — епархия Римско-Католической церкви c центром в городе Аучи, Нигерия. Епархия Аучи входит в митрополию Бенин-Сити. Кафедральным собором епархии Аучи является церковь святого Винцента.

## История
6 ноября 2002 года Римский папа Иоанн Павел II издал буллу Omnium fidelium, которой учредил епархию Аучи, выделив её из архиепархии Бенин-Сити.

## Ординарии епархии
- епископ Gabriel Ghiakhomo Dunia (6.11.2002 — по настоящее время).

## Источник
- Annuario Pontificio, Libreria Editrice Vaticana, Città del Vaticano, 2003, ISBN 88-209-7422-3
- Булла Omnium fidelium  (лат.)